# Michael Scharang
Michael Scharang (* 3. Februar 1941 in Kapfenberg, Steiermark) ist ein österreichischer Erzähler, Essayist, Drehbuch- und Hörspielautor.

## Leben
Michael Scharang wurde als Sohn einer Arbeiterfamilie in Kapfenberg geboren. Nach Besuch des Gymnasiums studierte er ab 1960 Theaterwissenschaft, Philosophie und Kunstgeschichte an der Universität Wien und promovierte mit einer Arbeit über die Dramen von Robert Musil zum Doktor der Philosophie. Im Jahre 1969 kam als sein drittes Kind (nach Andreas und Nicole) die Tochter Elisabeth Scharang zur Welt, die als Regisseurin und Moderatorin beim Radiosender FM4 arbeitet.
Michael Scharang lebt und arbeitet in Wien und New York.
Bereits während des Studiums begann Scharang, literarische und essayistische Arbeiten zu veröffentlichen, außerdem publizierte er mehrmals in der österreichischen Literatur-Zeitschrift Manuskripte. Er war Mitglied der Grazer Künstlervereinigung „Forum Stadtpark“, Initiator und von 1970 bis 1973 Mitglied des „Arbeitskreises Österreichischer Literaturproduzenten“ und Gründungsmitglied der Grazer Autorenversammlung, aus der er dann 1989 – nach 16-jähriger Mitgliedschaft – wieder austrat. Von 1973 bis 1978 gehörte er der KPÖ an. Er gab 1976 die Hälfte des Österreichischen Staatspreises für Filmkunst zur Errichtung des Wiener Kulturzentrums weiter.

Scharang ist ständiger Mitarbeiter und Gastautor österreichischer und deutscher Zeitungen und Zeitschriften (u. a. „Die Presse“, „Profil“, „Der Standard“, „Wespennest“, „konkret“) und gilt als Streiter für bessere Arbeits- und Lebensbedingungen der Schriftsteller. Häufig bezieht er in politischen Diskussionen eine Sonderstellung. Er kritisiert den Kapitalismus (er meint, „dass der Kapitalismus nichts taugt und abgeschafft gehört“) sowie die bürgerliche Demokratie („Die bürgerliche Demokratie, Produkt des Nationalstaats ..., muss weg“). Sein besonderes Interesse gilt den Gesellschaftsveränderungen als einer ästhetischen Idee.
„In einer Demokratie mit feudalen Zügen, in der das Parlament nur beschließt, was die Herren Sozialpartner ausgehandelt haben, überkommt die Betroffenen beziehungsweise übergangenen Staatsbürger das Gefühl, um die Wirklichkeit betrogen zu werden. Es ist eine Stärke der österreichischen Literatur, diesen Wirklichkeitsverlust, dieses ausgedünnte Leben, darzustellen. Ironischerweise gerät die Literatur dabei selbst in den Verdacht, wirklichkeitsfern zu sein.“

## Auszeichnungen
- 1970 Staatsstipendium des Bundesministeriums für Unterricht, Kunst und Kultur für Literatur
- 1976 Förderpreis für Literatur der Stadt Wien
- 1984 Förderungspreis des Bundesministeriums für Unterricht, Kunst und Kultur für Fernsehspiele
- 1985 und 1992 Elias-Canetti-Stipendium der Stadt Wien
- 1989 New-York-Stipendium des Kranichstein-Literaturpreises des Deutschen Literaturfonds Darmstadt
- 1995 Österreichischer Würdigungspreis für Literatur[3]
- 1999/2000 Robert-Musil-Stipendium
- 2000 Literaturpreis des Landes Steiermark
- 2005 Fernsehpreis der Österreichischen Erwachsenenbildung
- 2006 Goldene Romy (für das beste Drehbuch) als Co-Autor von „Mein Mörder“, ein Drama, bei dem seine Tochter Elisabeth Regie führte.

Im März 2016 lehnte Michael Scharang die Verleihung des Goldenen Verdienstzeichens des Landes Wien mit den Worten ab: „Von Kindheit an habe ich als ungerecht empfunden, dass körperliche Arbeit weniger geschätzt wird als geistige. Für mich ist eine gute Straßenbeleuchtung ebenso wertvoll wie ein guter literarischer Text.“ Falls Wien „noch das Rote Wien“ sei, werde dies auf Verständnis treffen, schrieb er in einem Brief, der der APA vorlag. „In einer Situation der vollkommenen Lähmung, des ‚Verlusts der Linken‘ und so fort zeige ich ein Spiel.“

## Werke

### Bücher
- Robert Musil – Dramaturgie und Bühnengeschichte (Dissertation). Wien 1965.
- Verfahren eines Verfahrens. Neuwied u. a. 1969.
- Schluß mit dem Erzählen und andere Erzählungen. Neuwied u. a. 1970.
- Zur Emanzipation der Kunst. Neuwied u. a. 1971.
- Einer muß immer parieren: Dokumentationen von Arbeitern über Arbeit. Darmstadt u. a. 1973. (Literatur der Arbeitswelt)[6]
- Charly Traktor. Darmstadt u. a. 1973.
- Bericht an das Stadtteilkomitee. Darmstadt u. a. 1974.
- Der Sohn eines Landarbeiters. Darmstadt u. a. 1975 (im selben Jahr von Axel Corti unter dem Titel „Totstellen“ verfilmt).
- Der Lebemann. München 1979.
- Der Beruf des Vaters. Stuttgart 1981.
- Das doppelte Leben. Salzburg u. a. 1981.
- Harry. Darmstadt u. a. 1984.
- Die List der Kunst. Darmstadt u. a. 1986.
- Das Wunder Österreich oder Wie es in einem Land immer besser und dabei immer schlechter wird. Wien u. a. 1989.
- Auf nach Amerika. Hamburg u. a. 1992.
- Bleibt Peymann in Wien oder Kommt der Kommunismus wieder. Hamburg 1993.
- Das jüngste Gericht des Michelangelo Spatz. Reinbek bei Hamburg 1998.
- Komödie des Alterns. Ein Roman[7], Suhrkamp-Verlag, Berlin 2010, ISBN 978-3-518-42135-2
- Aufruhr: Ein Roman, Suhrkamp Verlag, Berlin 2020, ISBN 978-3-518-42928-0. Rezension von Alexander Kluy in der Wiener Zeitung[8]
- Die Geschichte vom Esel, der sprechen konnte, Roman, Czernin Verlag, Wien 2023, ISBN 978-3-7076-0791-8.
- Die Sehnsucht des Geistes nach dem Tornister: Essays zu Kunst, Literatur und Politik, herausgegeben von Alfred J. Noll, Czernin Verlag, Wien 2023, ISBN 978-3-7076-0813-7.
- Die Wagenburg oder Die Flüchtlinge von Ratz, Roman, Czernin Verlag, Wien 2024, ISBN 978-3-7076-0828-1.

### Kleine Texte
- Das Prinzip der prinzipienlosen Ironie – Über Robert Musil, in: Literatur über Literatur: eine österreichische Anthologie, hrsg. v. Petra Nachbaur u. Sigurd Paul Scheichl. Haymon, Innsbruck 1995, S. 87–93.

### Herausgeberschaft
- Über Peter Handke. Frankfurt am Main 1972.
- Geschichten aus der Geschichte Österreichs 1945 – 1983. Luchterhand, Darmstadt u. Neuwied 1984; 2. Aufl. 1985, ISBN 3-472-61526-5

### Hörspiele
- 1969: Hörspielbearbeitung von Jean-Paul Sartres: Mauer. Regie: Robert Casapiccola. ORF Steiermark.
- 1971: Die Funkerzählung: Geschichte zum Schauen – über ein Hörspiel zum Schauen. Regie: Ulrich Gerhardt. SDR.
- 1971: Ansprache eines Entschlossenen an seine Unentschlossenheit. Regie: Dieter Carls. HR, NDR, SDR.
- 1971: Fragestunde. Hörspiel für eine Sprecherin und zwei Sprecher. Regie: Klaus Schöning. WDR.
- 1971: Streik. Regie: Ferry Bauer. ORF Oberösterreich.
- 1972: Bericht vom Arbeitsamt. NDR.
- 1972: Das Glück ist ein Vogerl. Dokumentarisches Hörstück aus Äußerungen von österreichischen Arbeitern und Angestellten. Regie: Michael Scharang. Original-Hörspiel, Dokumentarhörspiel. WDR.
- 1973: Warum die kluge Else, die kluge Gretel und das Katerlieschen vorderhand Lesbierinnen sein wollen. Regie: Hans Rosenhauer. NDR, SFB.
- 1973: Mit Co-Autor Otto Ernst: Einer muß immer parieren. Originaltonhörspiel. WDR.
- 1973: Woran ich denke, wenn ich das höre. Regie: Hans Gerd Krogmann. Originalhörspiel. WDR.
- 1973: Anschlag. Regie: Claus Villinger. SDR.
- 1974:  Was gibt es hier zu reden. Regie: Michael Scharang. WDR.
- 1975: Der Beruf des Vaters. Regie: Otto Düben. SDR, WDR.
- 1975: Was passieren kann, wenn man den Prinzen Eugen zum Leben erweckt. Regie: Hans Rochelt. ORF Burgenland.
- 1978: Harry. Eine Abrechnung. Regie: Michael Scharang. ORF Wien.
- 1978:  Die einen stehen im blühenden Alter -die anderen im blühenden Geschäft. Eine Radio-Moritat. Regie: Heinz Hostnig. NDR.

### Filme
- Ein Verantwortlicher entläßt einen Unverantwortlichen. TV-Film. ORF, 1972.
- Totstellen – Der Sohn eines Landarbeiters wird Bauarbeiter und baut sich ein Haus. Kino- und TV-Film. Drehbuch: Michael Scharang. Regie: Axel Corti. ORF, Schönbrunn Film, WDR, 1974.
- Der Lebemann. TV-Film. Drehbuch (nach seinem gleichnamigen Roman): Michael Scharang. Regie: Axel Corti. ORF, WDR, 1979.
- Das doppelte Leben. TV-Film. Drehbuch: Michael Scharang. Regie: Georg Lhotsky. ORF, WDR, 1981.
- Die Kameraden des Koloman Wallisch. TV-Film. Drehbuch, Regie: Michael Scharang. ORF, ZDF, 1984.
- Eine Heimkehrergeschichte. TV-Film. Drehbuch, Regie: Michael Scharang. ORF, WDR, 1985.
- Parallele. TV-Film. Drehbuch: Aleksander Marodic, Michael Scharang. ORF, Slowenisches TV, 1988.
- Mein Mörder. TV-Film. Drehbuch: Michael Scharang, Elisabeth Scharang, 2005

## Sekundärliteratur
- Cegienas de Groot: Arme Menschen. Zur Darstellung der existentiellen und gesellschaftlichen Position des Menschen bei den österreichischen Autoren Gerhard Roth, Michael Scharang und Gernot Wolfgruber. Olms, Hildesheim u. a. 1988. (= Germanistische Texte und Studien; 28), ISBN 3-487-09085-6
- Michael Scharang. Hrsg. v. Gerhard Fuchs u. Paul Pechmann. Literaturverl. Droschl, Graz u. a. 2002. (= Dossier; 19), ISBN 3-85420-612-7

## Film
- 1973: Michael Scharang. Eine Produktion des Südwestfunks/Fernsehen/Baden-Baden (14 Minuten). Buch und Regie: Klaus Peter Dencker